# Dyckia exserta
Dyckia exserta är en gräsväxtart som beskrevs av Lyman Bradford Smith. Dyckia exserta ingår i släktet Dyckia och familjen Bromeliaceae. Inga underarter finns listade i Catalogue of Life.